# Inchiostro digitale (Tablet PC)

Inchiostro digitale e OneNote su un Tablet PC HP Compaq tc1100 dotato di digitalizzatore attivo Wacom Penabled

L'inchiostro digitale è un insieme di funzionalità presenti nei tablet PC e nei computer dotati di tavoletta grafica che permettono all'utente di scrivere o disegnare a mano con un computer.

## Caratteristiche
L'inchiostro digitale è il risultato dell'unione di diverse tecnologie e si manifesta come tracce di inchiostro virtuale sullo schermo. Ciò che appare sullo schermo del computer non è un'immagine bitmap ma grafica vettoriale: il computer registra una serie di informazioni provenienti dal digitalizzatore (posizione della penna nel tempo, pressione della penna sullo schermo o sulla tavoletta grafica) e le converte in uno o più segni che sullo schermo appaiono allo stesso modo di inchiostro che esce dalla penna.
Non trattandosi di grafica normale l'inchiostro digitale viene custodito all'interno di una quantità di formati di file molto variegata a seconda del programma utilizzato dall'utente e non in formati di immagine classica.

## Riconoscimento della scrittura a mano
Poiché si tratta di grafica vettoriale e non di una semplice unione di pixel, il PC è in grado di decifrare i segni tracciati sullo schermo e convertirli in "testo battuto a macchina". In particolare, i sistemi di riconoscimento calligrafico presenti nei sistemi operativi Windows a partire dal 2002 sono in grado di analizzare i movimenti compiuti dall'utente per formare una determinata parola: il sistema analizza tutti i movimenti compiuti per ricreare lettere e parole e fornisce all'utente una parola che può essere inserita all'interno di un testo o di un modulo; tiene conto inoltre delle parole presenti nella frase e nel contesto al fine di migliorare il riconoscimento e di evitare errori.
Con programmi avanzati quali Microsoft Office OneNote l'inchiostro digitale viene riconosciuto in automatico nel momento in cui viene scritto, ma non convertito in testo "battuto a macchina" (se non su richiesta dell'utente): l'utilizzatore è quindi in grado di possedere appunti scritti nella sua personale calligrafia in cui, però, ogni singola parola è riconosciuta ed indicizzata dal sistema operativo, e quindi ricercabile attraverso Windows Search o programmi di indicizzazione simili. 

### Differenze tra riconoscimento calligrafico e OCR
Mentre i vari sistemi OCR che digitalizzano immagini di testo si basano sul riconoscimento delle forme delle singole lettere per ricomporre le parole (e quindi hanno problemi nel riconoscere immagini di scarsa qualità o scrittura a mano) i motori di riconoscimento dell'inchiostro digitale analizzano i movimenti eseguiti dall'utente per tracciare i segni, e quindi le informazioni vettoriali, e non la "forma dei segni". Questo significa che la calligrafia dell'utente non deve necessariamente essere perfetta; ulteriore vantaggio della grafica vettoriale rispetto alla grafica normale è che la scrittura a mano in corsivo è riconosciuta in modo quasi perfetto e spesso in modo superiore rispetto alla scrittura a mano in stampatello, meno utilizzata, in quanto il sistema è facilitato nel riconoscere parole scritte senza mai staccare la penna dal foglio/schermo rispetto a parole in stampatello (nelle quali ogni lettera è una unità a sé).

## Funzionalità di inchiostro digitale: differenze con l'inchiostro reale
Le funzionalità di inchiostro digitale sono strettamente dipendenti dalla tecnologia utilizzata. In presenza di digitalizzatori attivi, come quelli Wacom ed N-Trig presenti in molte tavolette grafiche e Tablet PC, l'utente potrà scrivere sullo schermo con la stessa facilità, velocità e qualità con cui scrive con "penna e carta" fisiche; questi digitalizzatori sono anche in grado di riconoscere la pressione della penna sullo schermo e quindi di aumentare lo spessore della linea tracciata in base alla pressione dell'utente sullo schermo o sulla tavoletta grafica.
Le tecnologie attive sono usate da molti artisti, disegnatori, studenti e professionisti in quanto permettono di disegnare e annotare con facilità e alta qualità.
I digitalizzatori passivi (resistivi e capacitivi) presenti su molti dispositivi come UMPC, netbook o tablet computer (come l'iPad) non sono invece in grado di offrire funzionalità di inchiostro digitale paragonabili a quelle dei digitalizzatori attivi o della "carta e matita" reali, questo sia per la minor precisione rispetto alle tecnologie attive, sia per l'impossibilità di appoggiare il polso sullo schermo/digitalizzatore durante la scrittura.